# UFC Fight Night: Nogueira vs. Davis
UFC Fight Night: Nogueira vs. Davis  è stato un evento di arti marziali miste tenuto dalla Ultimate Fighting Championship il 26 marzo 2011 alla KeyArena di Seattle, Stati Uniti.

## Retroscena
Vari incontri vennero cambiati a causa di infortuni:
- Antônio Rogério Nogueira affrontò Phil Davis al posto di Tito Ortiz
- Amir Sadollah affrontò DaMarques Johnson al posto di Duane Ludwig e James Wilks
- TJ Waldburger affrontò Johny Hendricks al posto di Dennis Hallman
- Michael McDonald affrontò Edwin Figueroa al posto di Nick Pace
- Leonard Garcia affrontò Jung Chan-Sung al posto di Nam Phan

## Risultati

### Card preliminare
- Incontro categoria Pesi Leggeri:  Nik Lentz contro  Waylon Lowe

Lentz sconfisse Lowe per sottomissione (ghigliottina) a 2:24 del terzo round.
- Incontro categoria Pesi Medi:  Aaron Simpson contro  Mario Miranda

Simpson sconfisse Miranda per decisione unanime (30–27, 30–27, 30–26).
- Incontro categoria Pesi Welter:  Johny Hendricks contro  TJ Waldburger

Hendricks sconfisse Waldburger per KO Tecnico (pugni) a 1:35 del primo round.
- Incontro categoria Pesi Massimi:  Christian Morecraft contro  Sean McCorkle

Morecraft sconfisse McCorkle per sottomissione (ghigliottina) a 4:10 del secondo round.
- Incontro categoria Pesi Gallo:  Michael McDonald contro  Edwin Figueroa

McDonald sconfisse Figueroa per decisione unanime (30–27, 30–27, 30–27).
- Incontro categoria Pesi Welter:  John Hathaway contro  Kris McCray

Hathaway sconfisse McCray per decisione non unanime (29–28, 28–29, 29–28).
- Incontro categoria Pesi Piuma:  Mackens Semerzier contro  Alex Caceres

Semerzier sconfisse Caceres per sottomissione (rear naked choke) a 3:18 del primo round.
- Incontro categoria Pesi Massimi:  Mike Russow contro  Jon Madsen

Russow sconfisse Madsen per KO Tecnico (stop medico) a 5:00 del secondo round.

### Card principale
- Incontro categoria Pesi Piuma:  Jung Chan-Sung contro  Leonard Garcia

Jung sconfisse Garcia per sottomissione (twister) a 4:59 del secondo round.
- Incontro categoria Pesi Welter:  Amir Sadollah contro  DaMarques Johnson

Sadollah sconfisse Johnson per sottomissione (gomitate) a 3:27 del secondo round.
- Incontro categoria Pesi Welter:  Anthony Johnson contro  Dan Hardy

Johnson sconfisse Hardy per decisione unanime (30–27, 30–27, 30–27).
- Incontro categoria Pesi Mediomassimi:  Phil Davis contro  Antônio Rogério Nogueira

Davis sconfisse Nogueira per decisione unanime (30–27, 30–27, 30–27).

## Premi
Ai vincitori sono stati assegnati 55.000$ per i seguenti premi:
- Fight of the Night:  Michael McDonald contro  Edwin Figueroa
- Knockout of the Night:  Johny Hendricks
- Submission of the Night:  Jung Chan-Sung